# Guiseley
Guiseley est une ville de 22 347 habitants, appartenant au district de la ville de Leeds dans le West Yorkshire, en Angleterre.

## Étymologie
Le nom de Guiseley est attesté pour la première fois dans une copie du XIe siècle d'une charte datant d'environ 972, sous le nom de Gislicleh ; il apparaît ensuite dans le Domesday Book de 1086 sous le nom de Gisèle et des variantes similaires. L'orthographe précoce suggère que le premier élément du nom est un nom personnel en vieil anglais Gīslic. Aucun nom de ce type n'est autrement attesté, mais il s'agit d'une forme plausible de surnom de noms commençant par Gīsl-, comme Gīslbeorht. Le deuxième élément vient du vieil anglais lēah (« terre ouverte dans la forêt »). Ainsi, le nom semble avoir signifié autrefois « la clairière de Gīslic »,.

## Géographie
Guiseley est situé dans une vallée située entre Airedale et Wharfedale. La ville est desservie par la route A65, possède une gare et l'aéroport de Leeds Bradford est à proximité.

## Histoire
À Guiseley il y a eu des découvertes de l'âge de pierre et de l'âge du bronze et une voie romaine, la route 72b, passait à proximité sur Guiseley Moor. Une colonie saxonne existait autour d'une source qui s'appelle désormais Guiseley Wells et fournissait de l'eau potable.
Jusqu'au XVIIIe siècle c'était une communauté en grande partie agricole avant l'arrivée de l'industrie artisanale de la laine. À l'époque victorienne, l'endroit s'est industrialisé, acquérant en 1865 une liaison ferroviaire et un en 1867 un hôtel de ville (aujourd'hui Guiseley Theatre).
Guiseley était une ancienne paroisse du West Riding of Yorkshire du XIIe siècle. La paroisse comprenait également les cantons de Carlton, Horsforth, Rawdon et  Yeadon, qui  en 1866 devinrent tous des paroisses civiles distinctes. En 1937, la paroisse civile de Guiseley fut abolie et fusionnée avec le nouveau district urbain d'Aireborough. En 1974, Aireborough a été abolie et absorbée dans le district métropolitain de la ville de Leeds, dans le nouveau comté du West Yorkshire.

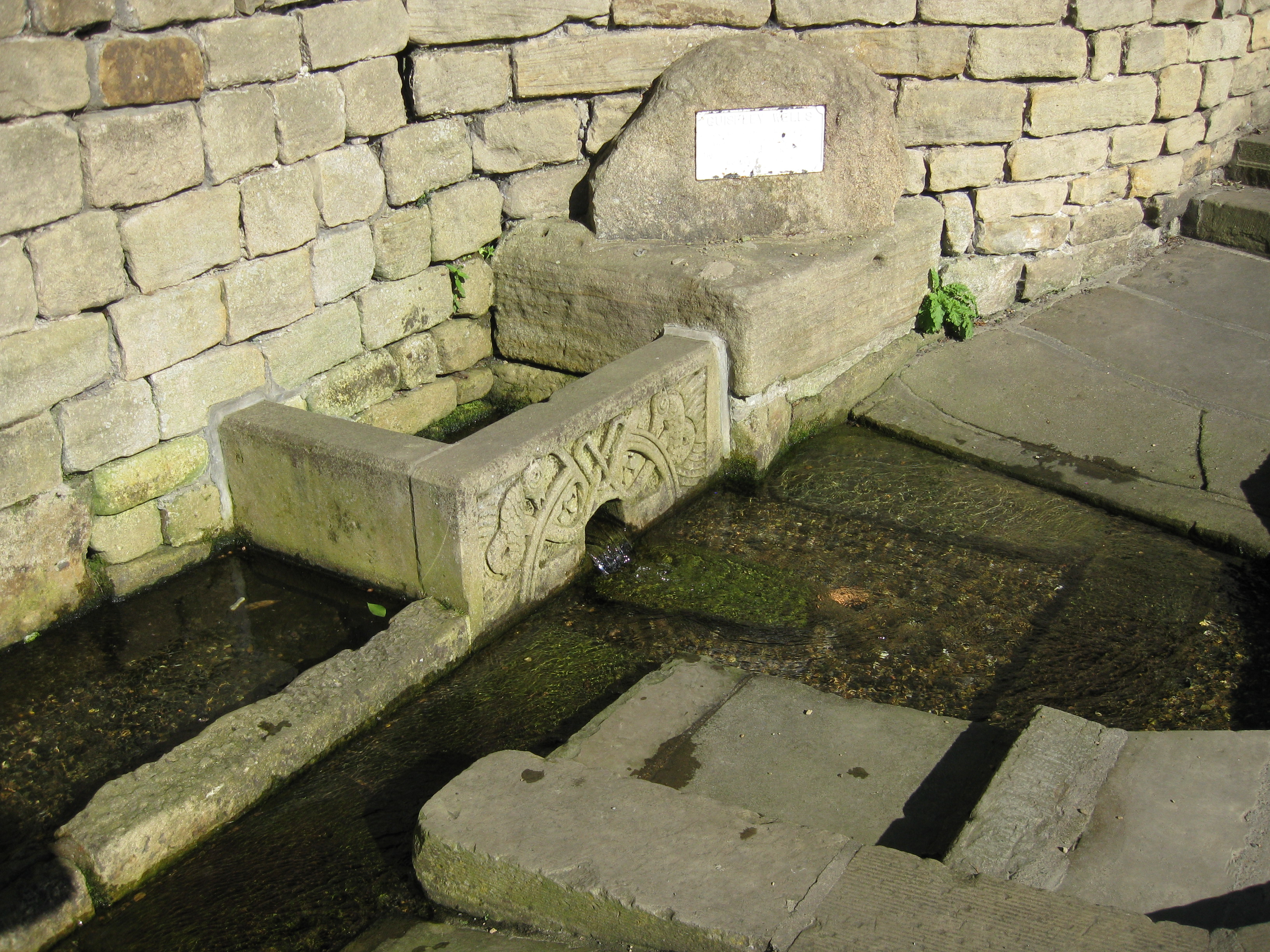
Guiseley Wells
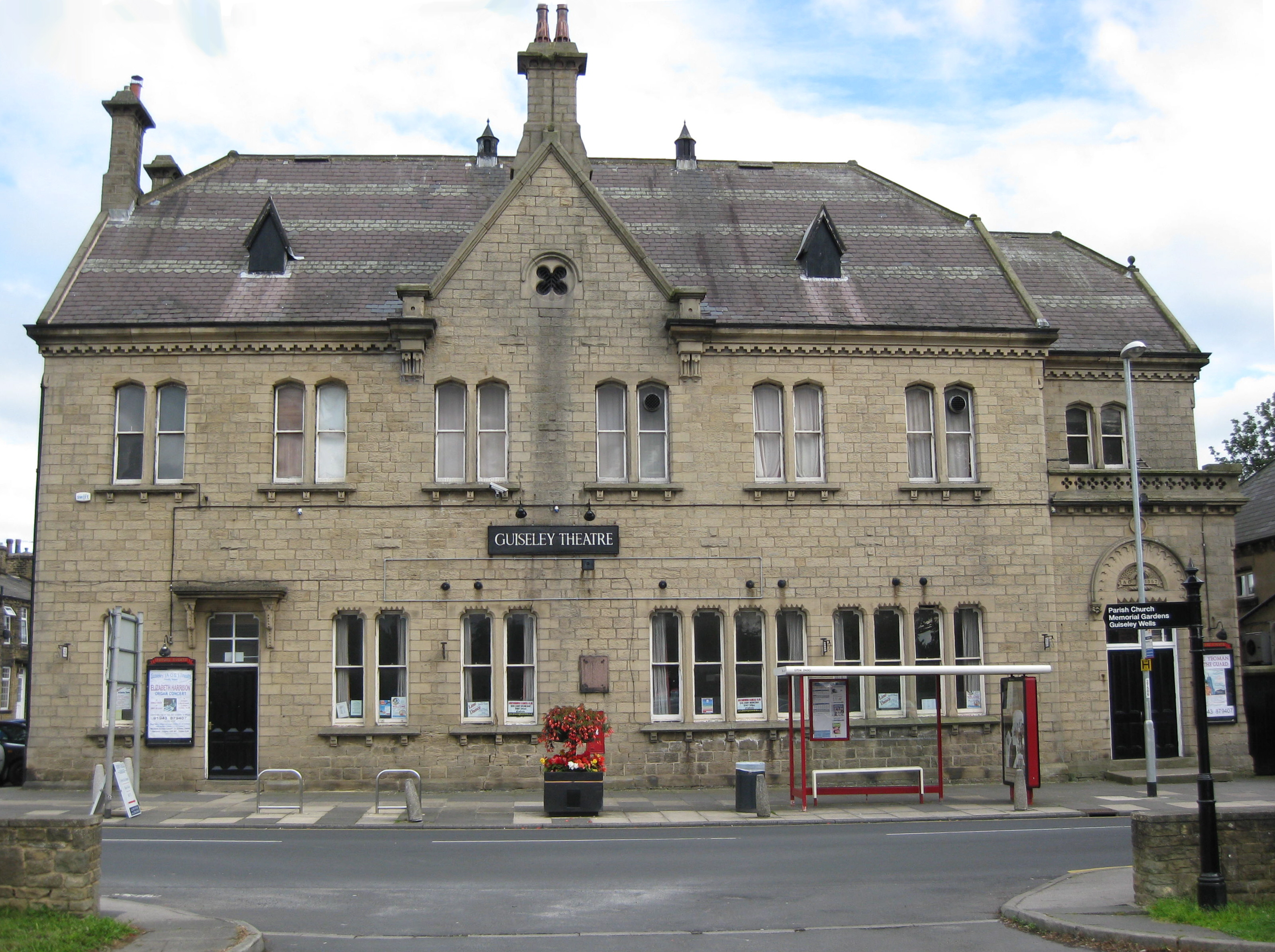
L'ancien hôtel de ville (aujourd'hui Théâtre Guiseley)
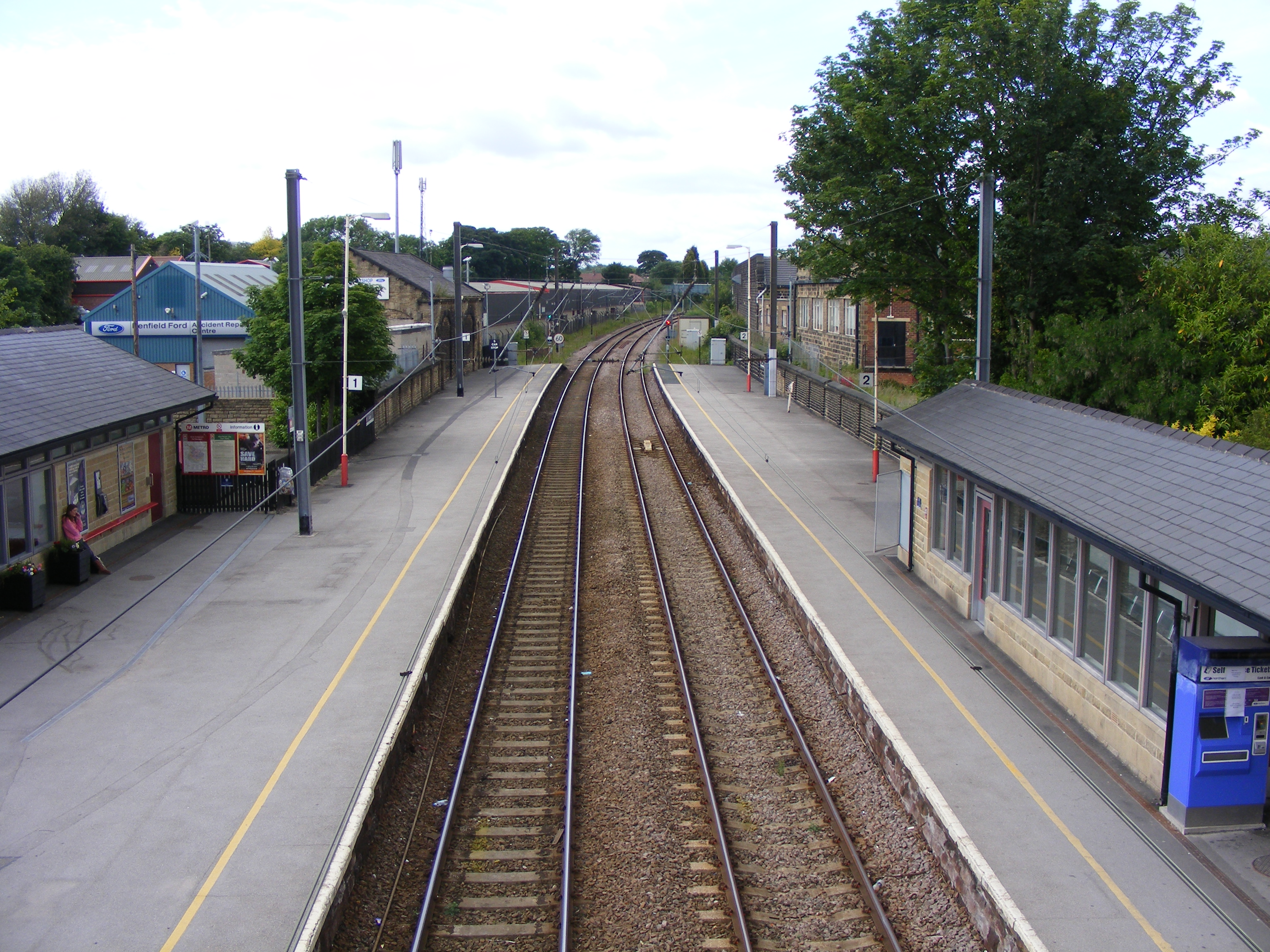
Gare de Guiseley